# Erica discolor
Erica discolor là một loài thực vật có hoa trong họ Thạch nam. Loài này được Andrews mô tả khoa học đầu tiên năm 1794.

## Hình ảnh

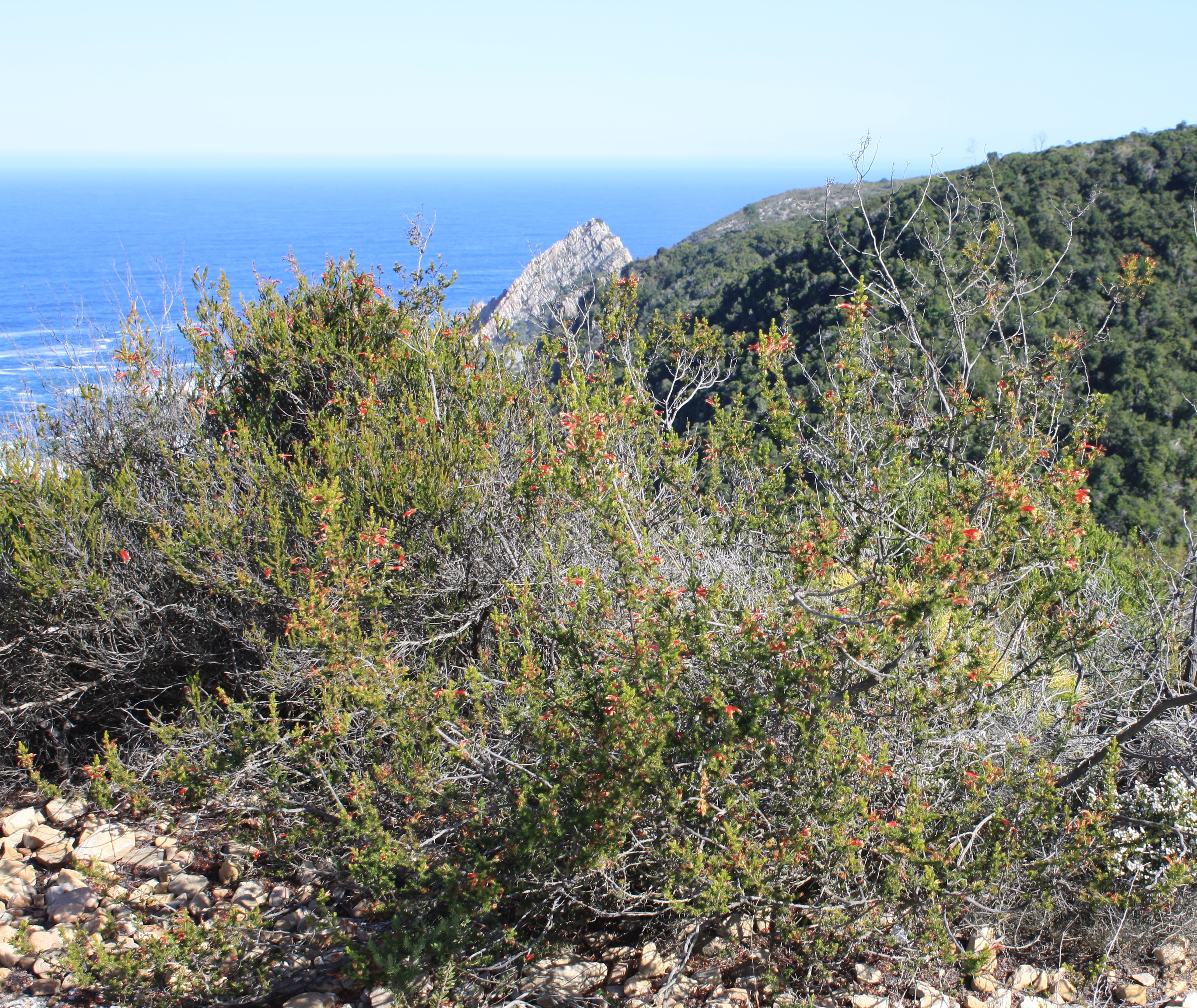
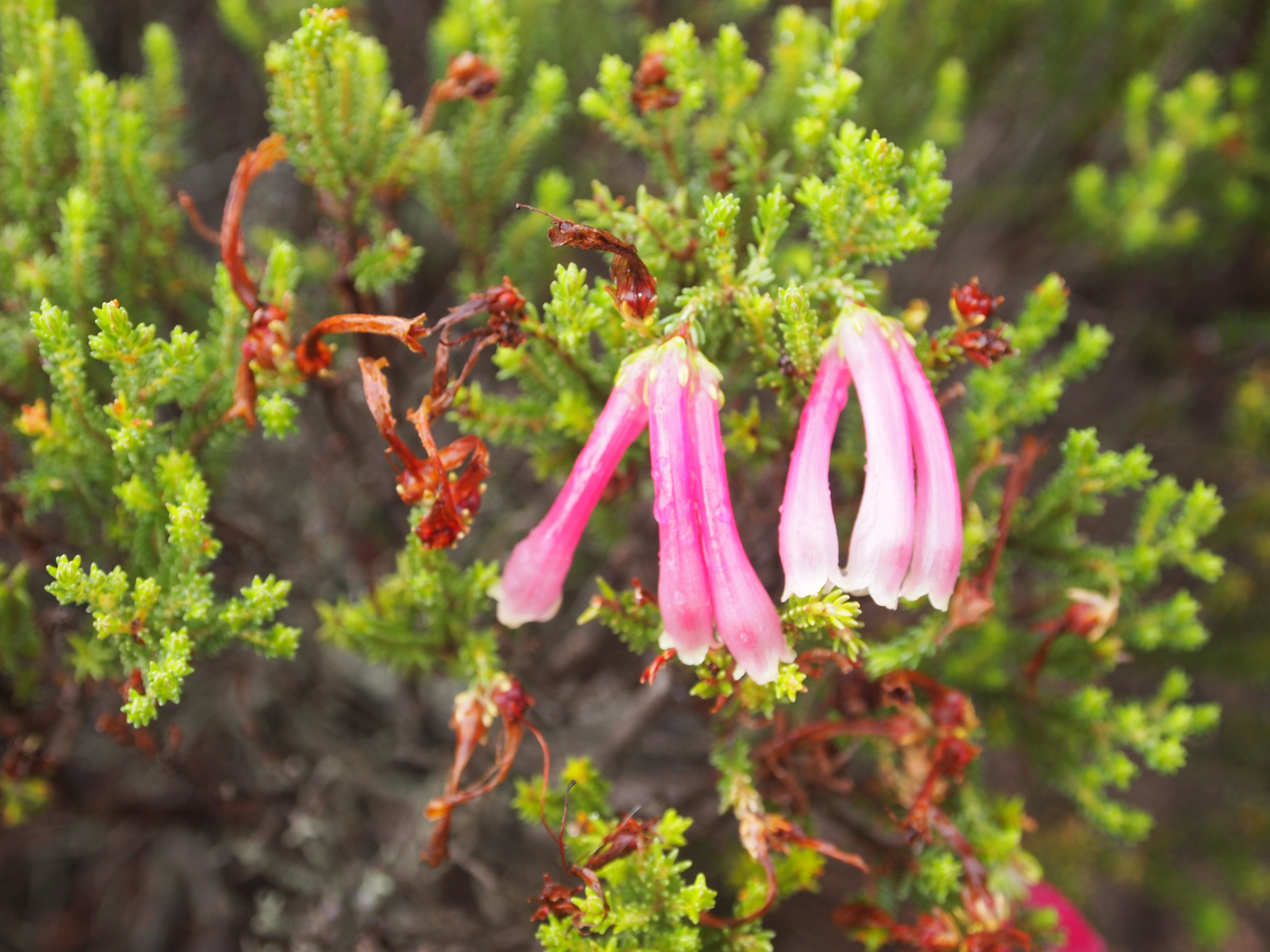
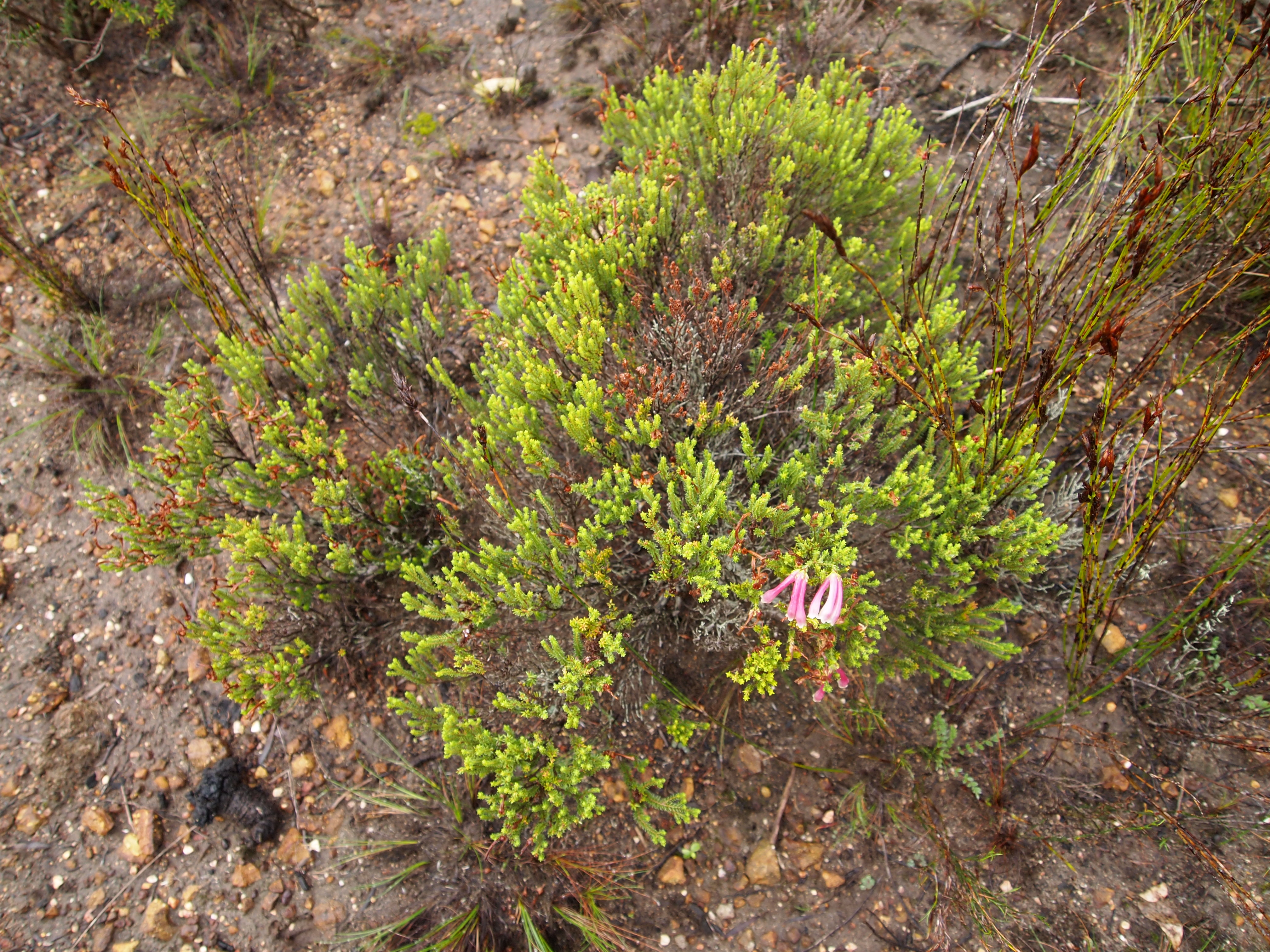